# Paul Barber (acteur)
Paul Barber (geboren als Patrick Barber, Liverpool, Engeland, 1952) is een Brits acteur. Barber is vooral bekend geworden als Horse uit de comedy The Full Monty. 
Ook was hij te zien als Denzil in de comedyserie Only Fools and Horses. Barber debuteerde in 1974 in een aflevering van ITV Playhouse. In de film The 51st State speelt hij weliswaar een kleine rol, maar wel een gedenkwaardige. De zinnen Where's Lawrence? You left him at the pub, you twat! en I told you to take care of him, not to take CARE of him! gingen de hele wereld over. Barber speelde verder gastrollen in onder meer Z Cars, To the Manor Born, Taggart en Dalziel and Pascoe.
Op 7-jarige leeftijd werd hij wees. Barber is dan ook opgegroeid in verschillende pleeggezinnen en tehuizen in Liverpool. Hier ging het er soms gewelddadig en traumatisch aan toe. In 2007 schreef hij hier een boek over, getiteld Foster Kid. 

## Filmografie
- ITV Playhouse (televisieserie) - Sam 'Lucky' Ubootu (afl. Lucky, 1974)
- Play for Today (televisieserie) - Malleson (afl. Gangsters, 1975)
- Z Cars (televisieserie) - Gokker (afl. Eviction, 1975)
- I Didn't Know You Cared (televisieserie) - Louis St. John (afl. A Woman's Work, 1976; A Signal Disaster, 1976)
- Gangsters (televisieserie) - Malleson (6 afl., 1976)
- Crown Court (televisieserie) - Rol onbekend (afl. Does Your Mother Know You're Out?, 1978)
- Porridge (1979) - Morgan
- To the Manor Born (televisieserie) - Mackenzie McLeod (afl. The Summer Hunt Ball, 1979)
- Cribb (televisieserie) - George Williams (afl. Wobble to Death, 1980)
- Minder (televisieserie) - Willie Reynolds (afl. Don't Tell Them Willie Boy Was Here, 1980)
- The Long Good Friday (1980) - Erroll
- The Chinese Detective (televisieserie) - Ned (afl. Ice and Dust, 1981)
- Boys from the Blackstuff (miniserie, 1982) - Scotty (afl. onbekend)
- Charlie (miniserie, 1984) - Tweede elektricien
- The Front Line (televisieserie) - Malcolm (6 afl., 1984-1985)
- The Brothers MacGregor (televisieserie) - Wesley MacGregor (26 afl., 1985-1988)
- All Change (televisieserie) - Chauffeur (afl. onbekend, 1990)
- Chancer (televisieserie) - Gerald (8 afl., 1990)
- Needle (televisieserie) - Verslavingsdeskundige (afl. onbekend, 1990)
- Boon (televisieserie) - Angus (afl. Trouble in the Fields, 1990)
- Casualty (televisieserie) - Cliff Sidwell (afl. Joy Ride, 1991)
- Screen One (televisieserie) - Earl Preston (afl. Alive and Kicking, 1991)
- Casualty (televisieserie) - Mungo (afl. Riders on the Storm, 1993)
- Priest (1994) - Charlie
- Brookside (televisieserie) - Greg Salter (afl. onbekend, 1994)
- Cracker (televisieserie) - Ian McVerry (afl. Best Boys, 1995)
- The Full Monty (1997) - Horse
- The History of Tom Jones, a Foundling (miniserie, 1997) - Adderley
- Casualty (televisieserie) - Carl Myers (afl. Loco Parentis, 1998)
- Harbour Lights (televisieserie) - Cordell Johnson (afl. Baywatch, 1999)
- Wild About Harry (2000) - Prof. Simmington
- Taggart (televisieserie) - Jimmy McEvoy (afl. Football Crazy, 2000)
- The 51st State (2001) - Frederick
- The Hidden City (televisieserie) - Luther (afl. onbekend, 2002)
- Holby City (televisieserie) - Sam Meacher (afl. Gamblers, 2002)
- Single Voices (televisieserie) - Godfrey (afl. onbekend, 2002)
- Nice Guy Eddie (televisieserie) - Big Dawn (afl. 1.7, 2002)
- Babyfather (televisieserie) - Huurbaas (afl. 2.1, 2002)
- Mad Dogs (2002) - Jimmy Joyce
- The Virgin of Liverpool (2003) - Winston Churchill (Niet op aftiteling)
- Doctors (televisieserie) - Gary Alan (afl. Keeping the Peace, 2003)
- Only Fools and Horses (televisieserie) - Denzil (18 afl., 1983-2003)
- French Fries on the Golden Front (2004) - Clown
- Coronation Street (televisieserie) - Billy Arrowsmith (afl. 1.5881, 2004)
- The Green Green Grass (televisieserie) - Denzil (afl. Keep On Running, 2005)
- Dalziel and Pascoe (televisieserie) - Clive Griffin (afl. Houdini's Ghost: Part 1 & 2, 2006)
- The Street (televisieserie) - Eerste patiënt (afl. Stan, 2006)
- Dead Man's Cards (2006) - Paul
- Splinter (2006) - Dan
- Liverpool Nativity (televisiefilm, 2007) - Huurbaas
- The Invisibles (televisieserie) - Jonge Nick (6 afl., 2008)
- Coronation Street (televisieserie) - Nelson (afl. 1.6846, 2008; afl. 1.6847, 2008)
- Nineliveslondon (2008) - William Rooks

- International Standard Name Identifier: 0000 0000 8284 2789
- Library of Congress Control Number: nb2009015581
- Nationale Bibliotheek van Tsjechië: xx0161542
- Nationale Bibliotheek van Israël: 987007440040405171
- Nederlandse Thesaurus van Auteursnamen: 07498621X
- Virtual International Authority File: 96797244
- WorldCat: E39PBJcwCCRyr8qrPJhqyG9bh3